# Fluwelen Revolutie (Tsjecho-Slowakije)

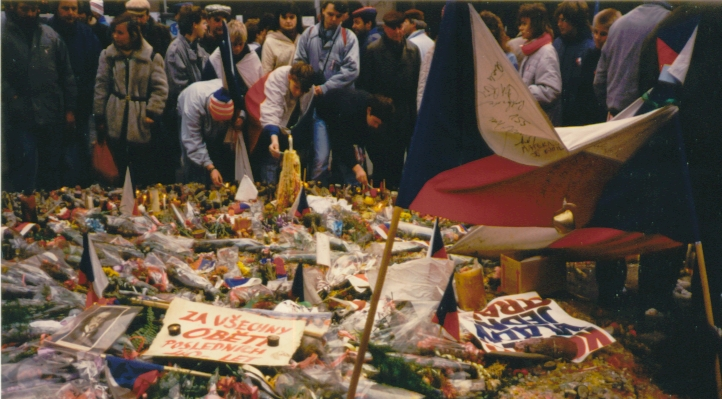
Het Wenceslausplein tijdens de Fluwelen Revolutie

Met de term fluwelen revolutie wordt de politieke omwenteling aangeduid die zich in Tsjecho-Slowakije heeft voltrokken in het najaar van 1989. Hierbij werd het communistische regime omver geworpen zonder dat daar een militair ingrijpen aan te pas kwam. Deze revolutie vond plaats in de nasleep van de val van de Berlijnse Muur en de verkiezing van de niet-communistische Tadeusz Mazowiecki tot premier van Polen. Het feit dat deze revolutie zich geweldloos voltrokken heeft, was te danken aan de weigering van de Sovjetleider Michael Gorbatsjov om troepen naar Praag te sturen.
Op 17 november 1989 hielden 15.000 studenten een vreedzame herdenkingsmars in Praag voor Jan Opletal. Opletal werd op 28 oktober 1939 door de nazi’s neergeschoten tijdens een studentendemonstratie tegen de Duitse bezetting en overleed enkele weken later. Hij werd zo het symbool voor latere studentenopstanden.
Tijdens deze mars werden ze tegengehouden door de oproerpolitie, en afgeranseld met wapenstokken, ondanks het feit dat ze hun vreedzame bedoelingen kenbaar hadden gemaakt. Er kwam protest tegen dit machtsvertoon van de politie, waarbij vooral een dialoog met de communistische partij geëist werd over democratie, vrijheid en mensenrechten.
Op 20 november 1989 kwamen de studenten weer massaal op straat. Het Burgerforum werd opgericht door schrijver Václav Havel en de econoom Václav Klaus, die de bedoeling had het protest te organiseren. Stakingscomités werden opgericht in fabrieken, ziekenhuizen, kantoren en scholen. Demonstraties bleven dan ook niet uit, maar werden wel netjes gehouden na de werkdag.
Op 24 november 1989 hielden Alexander Dubček (die het land al in 1968 tijdens de Praagse Lente naar hervormingen wilde leiden), Kardinaal František Tomášek en Václav Havel redevoeringen op het balkon van de Socialistische Partijkrant 'Svobodné Slovo' op het Wenceslausplein. Daarbij werden ze ondersteund door het gerinkel van honderdduizenden sleutelbossen. Massale betogingen volgden, en er brak een algemene staking uit, die het land platlegde. Onder deze druk bezweek de regering en gesprekken begonnen tussen de eerste minister Ladislav Adamec en het Burgerforum. De gesprekken leidden tot een nieuwe regering die op 10 december door president Gustáv Husák (reeds aan de macht sinds het einde van de Praagse Lente in 1968) benoemd werd. Dezelfde dag nog diende Husák zijn ontslag in, en op 29 december werd Havel door het parlement verkozen tot de nieuwe president van Tsjecho-Slowakije tijdens een ceremonie, die plaats had in de Kroningszaal in de Praagse Burcht. 
De Fluwelen Revolutie was ten einde. Bij de daaropvolgende verkiezingen in juni 1990 kreeg het Burgerforum officieel het vertrouwen van het volk.